# Galathea (dokumentarfilm)
 For alternative betydninger, se Galathea. (Se også artikler, som begynder med Galathea)
Galathea er en dansk dokumentarfilm fra 1953 instrueret af Hakon Mielche.

## Handling
Den danske marine og danske videnskabsfolk har fundet hinanden i et frugtbart samarbejde omkring Galatheaekspeditionen.